# 韦利诺河畔科利
韦利诺河畔科利（義大利語：Colli sul Velino），是意大利列蒂省的一个市镇。总面积13.07平方公里，人口523人，人口密度40.0人/平方公里（2009年）。ISTAT代码为057022。